# Мужская сборная Италии по баскетболу
Сборная Италии по баскетболу — национальная баскетбольная команда, представляющая Италию на международной арене. Управляющим органом сборной выступает Итальянская федерация баскетбола.
Итальянцы завоевали два серебра на Олимпийских играх (1980 и 2004), а также 10 медалей на чемпионатах Европы, включая золотые в 1983 и 1999 годах. Самые успешные годы итальянского баскетбола пришлись на 1980-е, 1990-е и первую половину 2000-х годов. С середины 2000-х годов результаты итальянцев снизились, они несколько раз не сумели пройти отбор на Олимпийские игры и чемпионаты мира.

## История

### XX век
Свой первый матч в истории баскетбольная сборная Италии сыграла 4 апреля 1926 года в Милане против сборной Франции. Матч закончился победой итальянцев со счётом 23:17.
В 1936 году баскетбольная сборная Италии впервые приняла участие в Олимпийских играх и заняла седьмое место среди 20 команд участниц. На чемпионате Европы 1937 года сборная Италии заняла второе место, проиграв в финале Литве. В 1946 году на первом послевоенном Евробаскете итальянцы дошли до финала, где уступили Чехословакии (32-34).
На домашних Олимпийских играх 1960 года в Риме Италия заняла четвёртое место.
В 1970 году на чемпионате мира в Югославии итальянцы на финальном групповом этапе обыграли команды Уругвая, США и Чехословакии, но уступили сборным СССР, Югославии и Бразилии и остались на четвёртом месте.
В 1971 году в ФРГ итальянцы под руководством Джанкарло Примо впервые за 25 лет завоевали награды чемпионата Европы: в полуфинале они ничего не смогли поделать со сборной СССР (66-93), но в матче за третье место уверенно обыграли поляков (85-67). На следующий год итальянцы дошли до полуфинала на Олимпийских играх в Мюнхене, где были разгромлены американцами (38-68). Матч за третье место против кубинцев был очень упорным, итальянцы уступили с разницей в одно очко (65-66). 

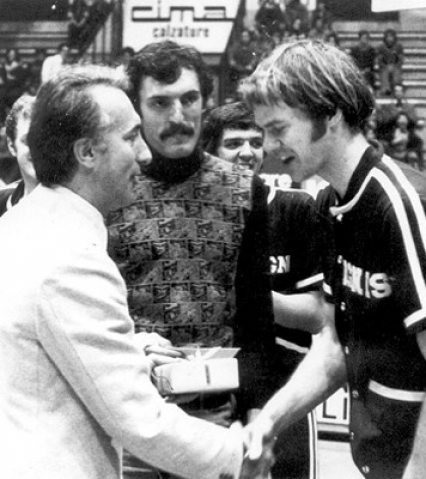
1975 год: будущий главный тренер сборной Сандро Гамба (слева) и Дино Менегин (в центре), занимающий второе место в истории сборной по сыгранным матчам и набранным очкам

В 1975 году итальянцы под руководством Примо вновь стали третьими на чемпионате Европы, пропустив вперёд фаворитов из сборных Югославии и СССР.

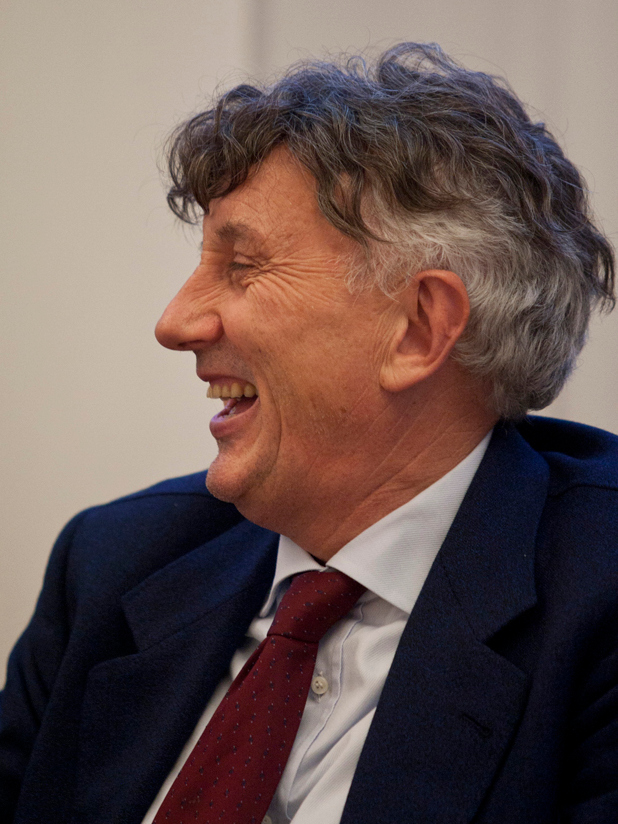
Пьерлуиджи Марцорати провёл за сборную Италии рекордные 278 матчей в 1971—1986 годах, победил с ней на Евробаскете-1983 и завоевал олимпийское серебро 1980 года

В 1979 году сборную возглавил Сандро Гамба, который привёл её к серебряным медалям Олимпийских игр 1980 года в Москве. В полуфинальном раунде итальянцы сумели сенсационно обыграть хозяев турнира из сборной СССР (87-85), благодаря чему вышли в финал. В решающем матче 30 июля в спорткомплексе «Олимпийский» итальянцы, в составе которых выделялся Ренато Виллальта (29 очков), показали неплохую игру, но уступили команде Югославии (77-86). Затем Гамба привёл Италию к золотым медалям чемпионата Европы 1983 года (7 побед в 7 матчах, включая победу в финале над испанцами), бронзовым медалям чемпионата Европы 1985 года, серебряным медалям чемпионата Европы 1991 года.
В 1992—1997 годах сборную возглавлял Этторе Мессина. В 1997 году Италия стала второй на чемпионате Европы в Испании, проиграв в финале команде Югославии (единственное поражение итальянцев на турнире).
После Мессины сборную до 2001 года возглавлял черногорец Богдан Таньевич, и в 1999 году Италия выиграла свой второй чемпионат Европы, победив в финале команду Испании (64-56). Грегор Фучка был признан самым ценным игроком турнира, в символическую сборную также были включены Карлтон Майерс и Андреа Менегин.

### XXI век
В 2001 году сборную возглавил Карло Рекалькати. В 2003 году итальянцы последний раз на данный момент стали призёрами Евробаскета. В полуфинале итальянцы в упорной борьбе уступили команде Испании (79-81), несмотря на 24 очка Массимо Буллери. В матче за третье место итальянцы обыграли французов со счётом 69-67, Денис Марконато набрал 16 очков и сделал 10 подборов.
В 2004 году на Олимпиаде в Афинах Италия в четвертьфинале обыграла Пуэрто-Рико (83-70), а в полуфинале 31 очко Джанлуки Базиле помогли победить Литву (100-91). В финале против Аргентины Базиле не удалось повторить такую игру, и итальянцы уступили 69-84 (в составе соперников выделялся Луис Скола, набравший 25 очков и сделавший 11 подборов). При этом ранее на групповой стадии итальянцы победили аргентинцев с разницей в одно очко. На данный момент это олимпийское серебро — последняя награда итальянцев на крупнейших турнирах.
С конца 2000-х годов и на протяжении 2010-х годов лидерами сборной были заметные игроки НБА Андреа Барньяни (род. 1985, первый номер драфта НБА 2006 года), Марко Белинелли (род. 1986), Данило Галлинари (род. 1988), однако это не помогло итальянцам вернуться на ведущие позиции в Европе.
В 2009—2015 годах сборную возглавлял Симоне Пьяниджани. Мессина вернулся на пост главного тренера в 2015—2017 годах, затем пять лет итальянцев тренировал бывший игрок сборной Мео Саккетти, с которым итальянцы впервые с 2004 года выступили на Олимпийских играх в Токио, где проиграли в четвертьфинале французам.
С июня 2022 года итальянцев возглавляет звезда итальянского баскетбола 1990-х и 2000-х годов Джанмарко Поццекко.

## Состав
| Перейти к шаблону «Состав сборной Италии по баскетболу» | Состав сборной Италии по баскетболу |  |

| Поз. | №  | Имя               | Дата рождения (возраст)    | Рост   | Клуб           |
| ---- | -- | ----------------- | -------------------------- | ------ | -------------- |
| РЗ   | 0  | Марко Списсу      | 5 февраля 1995 (30 лет)    | 185 см | Рейер Венеция  |
| АЗ   | 7  | Стефано Тонут     | 7 ноября 1993 (31 год)     | 193 см | Олимпия Милан  |
| Ф/Ц  | 9  | Николо Мелли      | 26 января 1991 (34 года)   | 205 см | Олимпия Милан  |
| ЛФ   | 13 | Симоне Фонтеккио  | 9 декабря 1995 (29 лет)    | 201 см | Юта Джаз       |
| ТФ   | 17 | Джампаоло Риччи   | 27 сентября 1991 (33 года) | 200 см | Олимпия Милан  |
| АЗ   | 18 | Маттео Спаньоло   | 10 января 2003 (22 года)   | 194 см | Альба Берлин   |
| Ф    | 33 | Акилле Полонара   | 23 ноября 1991 (33 года)   | 205 см | Виртус Болонья |
| Ц    | 35 | Мухамет Диуф      | 10 сентября 2001 (23 года) | 208 см | Бреоган        |
| ТФ   | 40 | Лука Северини     | 20 июня 1996 (28 лет)      | 204 см | Дертона        |
| ЛФ   | 50 | Габриэле Прочида  | 1 июня 2002 (22 года)      | 200 см | Альба Берлин   |
| РЗ   | 54 | Алессандро Пайола | 9 ноября 1999 (25 лет)     | 194 см | Виртус Болонья |
| Ф    | 70 | Луиджи Датоме (К) | 27 ноября 1987 (37 лет)    | 203 см | Олимпия Милан  |

## Результаты

### Олимпийские игры
- 1936 : 7°
- 1948 : 17°
- 1952 : 17°
- 1956 : —
- 1960 : 4°
- 1964 : 5°
- 1968 : 8°
- 1972 : 4°
- 1980 :
- 1984 : 5°
- 1988 : —
- 1992 : —
- 1996 : —
- 2000 : 5°
- 2004 :
- 2008 : —
- 2012 : —
- 2016 : —
- 2020 : 5°

### Чемпионат мира
- 1950 : —
- 1954 : —
- 1959 : —
- 1963 : 7°
- 1967 : 9°
- 1970 : 4°
- 1974 : —
- 1978 : 4°
- 1982 : —
- 1986 : 6°
- 1990 : 9°
- 1994 : —
- 1998 : 6°
- 2002 : —
- 2006 : 9°
- 2010 : —
- 2014 : —
- 2019 : 10°
- 2023 : 8°

### Чемпионат Европы
- 1935 : 7°
- 1937 :
- 1939 : 6°
- 1946 :
- 1947 : 9°
- 1949 : —
- 1951 : 5°
- 1953 : 7°
- 1955 : 6°
- 1957 : 10°
- 1959 : 10°
- 1961 : —
- 1963 : 12°
- 1965 : 4°
- 1967 : 7°
- 1969 : 6°
- 1971 :
- 1973 : 5°
- 1975 :
- 1977 : 4°
- 1979 : 5°
- 1981 : 5°
- 1983 :
- 1985 :
- 1987 : 5°
- 1989 : 4°
- 1991 :
- 1993 : 9°
- 1995 : 5°
- 1997 :
- 1999 :
- 2001 : 11°
- 2003 :
- 2005 : 9°
- 2007 : 9°
- 2009 : —
- 2011 : 17°
- 2013 : 8°
- 2015 : 6°
- 2017 : 7°
- 2022 : 7°